# Бхаттачарья, Кулада Кумар
Кулада Кумар Бхаттачарья (ассам. কুলদা কুমাৰ ভট্টাচাৰ্য; 18 августа 1933, Гувахати, Британская Индия — 1 ноября 2024, Гувахати, Ассам) — индийский актёр театра, кино, радиопостановок и кинорежиссёр-документалист. Лауреат Национальной кинопремии за лучший закадровый голос в документальном фильме.

## Биография
Родился 18 августа 1933 года в Панбазаре (Гувахати) в семье адвоката Калипрасанны Бхаттачарьи и его жены Камалы Деви. Начал участвовать в театральных постановках с шести лет. После окончания школы он получил степень бакалавра искусств в колледже Коттона в 1954 году и степень магистра истории в университете Гувахати, где играл в многочисленных постановках университетского театра. Он также вступил в Ассоциацию народных театров Индии.
Закончив университет, Бхаттачарья поехал в Великобританию, чтобы получить степень в области управления бизнесом, но, по совету отца, поступил в Академию драмы и музыки Новой Эры (англ. New Era Academy of Drama and Music) в Лондоне. Во время пребывания за границей он работал в бенгальском отделе Би-би-си. После окончания Академии актёр прошел интенсивный трехмесячный курс обучения постановочному дизайну в Британской драматической лиге, а также изучал режиссуру и микширование телевизионных программ, работая на NDR Fernsehen в Германии. 
Вернувшись в Индию в 1960-х годах, он начал работать на All India Radio в качестве продюсера, отвечающего за радио-постановки.
В то же время он сыграл ключевую роль в создании национального театра Ассама. Его гениальная режиссура и блестящее исполнение главной роли в абсурдистской пьесе Аруна Сармы «Nibaran Bhattacharyya» (1964) до сих пор считается шедевром. Другой запомнившейся ролью Бхаттачарьи был Амал из пьесы «Почта» Рабиндраната Тагора.
Среди заметных работ актёра в кино — фильмы Shakuntala (1961), Latighati (1966), Chikmik Bijulee (1969), Prabhati Pakhir Gaan (1992), Ramdhenu (2011), Surjasta (2013), Cacus и Dikchow Banat Palaax (2016), Majrati Keteki (2017) и «Деревенские рок-звёзды» (2017).
В 1970-е годы он некоторое время жил в Калькутте, где участвовал в создании около 30 документальных фильмов, среди которых Delightful Nature (1972), Pride of Nature (1972), Mopin (1973), Elephant Befriended (1974), Men Behind Metal (1975) и Danger Ahead (1976). В 1990-х годах он снял телесериал Tejal Ghora для канала Doordarshan.
Бхаттачарья перевел несколько книг и много писал о кино, драме и спорте. Он занимал пост директора регионального института кино и телевидения. Он также дважды был избран членом жюри Индийского МКФ.
В 2023 году он получил Национальную кинопремию за лучшее озвучивание/закадровый голос в документальном фильме Hatibandhu.
Актёр скончался 1 ноября 2024 года в больнице Гувахати в возрасте 91 года. Своё тело он завещал Ellora Vigyan Mancha — некоммерческой организации, занимающейся распространением научных знаний.